# 箕岡通
箕岡通（みのおかどおり）は、兵庫県神戸市灘区の町名の一つであり、同区北西部、市街の北端、五毛字浅谷・山口・山際・農手・仏元・高尾と上野字高尾・西市兵衛・絵馬堂から昭和5年（1930年）2月に成立した。郵便番号は、657-0812。

## 地理
東は都賀川支流仙谷川を隔て北部は長峰台で南部は篠原北町、南東は五毛通、南は高尾通、西は城の下通、北は西から順に上野、畑原、五毛。東から順に一～四丁目がある。

### 地価
住宅地の地価は、2014年（平成26年）1月1日の公示地価によれば、箕岡通2-1-4の地点で19万8000円/m2となっている。

## 由来
『灘区の町名』によればミノオカには「水（み）のある岡」「農具の箕（み）のような形に曲がっている地形」の両説があるという。『神戸の町名』によれば川辺賢武が「山ぎわの水の多い岡だから、初めは水（み）の岡（おか）であったのが、後に箕岡になったようです。」と書き残しているという。

## 人口統計
令和2年国勢調査（2020年10月1日）における世帯数474、人口1,197で内男性564人・女性633人。				

## 施設
- 神戸すまいまちづくり公社摩耶ケーブル線 摩耶ケーブル駅
- 神戸市立美野丘小学校